# Hersenblaasje

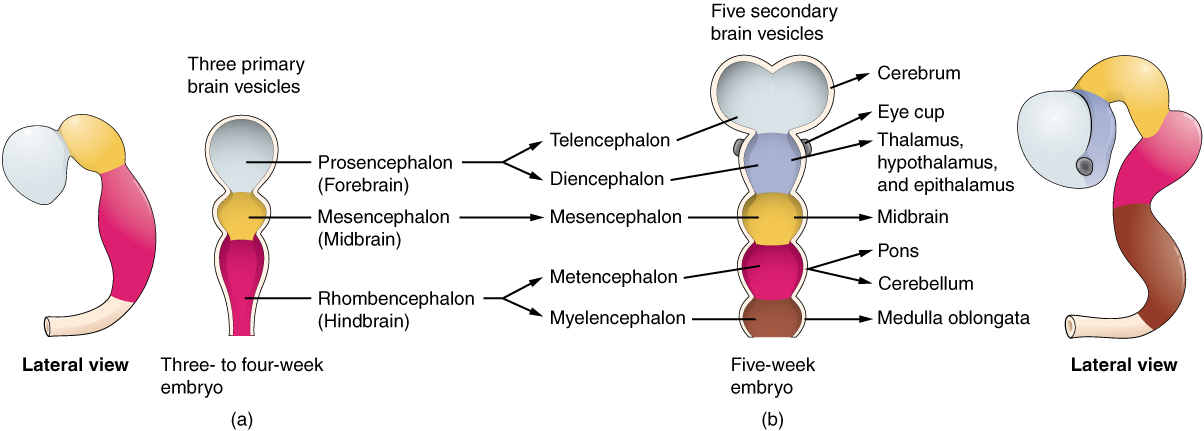
Zijaanzicht van het drie-blaasje- en vijf-blaasje-stadium van het menselijk embryo.

Anatomie van een lancetvisje (doorsnedes in de lengte en breedte). Het hersenblaasje is genummerd met een 1. Neurale buis is 3.

Hersenblaasjes zijn de uitstulpingachtige vergrotingen van de vroege ontwikkeling van de neurale buis in gewervelden, die uiteindelijk leiden tot de hersenen.
De vorming van de hersenblaasjes begint kort na de rostrale (naar voren liggende) sluiting van de neurale buis, rond de 9e embryonale dag bij muizen, of de vierde en vijfde zwangerschapsweek (vanaf de laatste menstruatie) bij mensen. Bij zebravis- en kippenembryo's vormen hersenblaasjes zich respectievelijk ongeveer 24 uur en 48 uur na de bevruchting.
Aanvankelijk zijn er drie primaire hersenblaasjes: prosencephalon (d.w.z. voorhersenen), mesencephalon (d.w.z. middenhersenen) en rhombencephalon (d.w.z. achterhersenen). Deze ontwikkelen zich tot vijf secundaire hersenblaasjes – het prosencephalon is onderverdeeld in het telencephalon en het diencephalon, en het rhombencephalon in het metencephalon en het myelencephalon Tijdens deze vroege blaasjestadia bevatten de wanden van de neurale buis neurale stamcellen in een regio die het neuroepitheel of de ventriculaire zone wordt genoemd. Deze neurale stamcellen delen zich snel, wat de groei van de vroege hersenen stimuleert. Later beginnen deze stamcellen zenuwcellen te genereren via het proces van neurogenese.